# Libère
Pour les articles homonymes, voir Libère (homonymie).
« Libere » redirige ici. Pour l'album, voir Libere (album).
Libère, mort à Rome le 24 septembre 366, est un évêque de Rome qui accède à l'épiscopat le 17 mai 352. Selon le comput de la tradition catholique, il est le 36e pape.
Lors de la crise arienne qui traverse le christianisme de son époque, c'est l'un des meneurs du parti nicéen qui s'oppose au parti arien alors soutenu par l'empereur romain Constance II, raison pour laquelle il est momentanément exilé en Thrace. Libère s'aligne alors sur les positions doctrinales arianisantes de ce dernier, avant de revenir à l'orthodoxie nicéenne après la mort de celui-ci.
Premier à revendiquer le titre d'« évêque du Siège apostolique », prélat populaire à Rome, son pontificat est cependant marqué par ses revirements et sa difficulté à maintenir la cohésion au sein de la communauté chrétienne locale. 

## Biographie

### Contexte
Libère, en latin Liberius, d'origine romaine et né à une date inconnue, accède à l'épiscopat romain le 17 mai 352 à la suite de l'évêque de Rome Jules, à une époque où le christianisme ancien est traversé par la crise arienne, dans laquelle l'empereur romain Constance II devenu seul empereur à partir de 353, adopte le parti des épigones du prêtre arien Arius, à l'instar d'une bonne partie du clergé oriental de l'Empire. L'empereur romain — qui dirige alors la politique ecclésiastique — vise à l'unité religieuse et entend que l'épiscopat occidental, largement acquis à la cause nicéenne, anathémise l'évêque nicéen emblématique Athanase d'Alexandrie déposé depuis 335 par le concile de Tyr, ainsi qu'il cherche à imposer la profession de foi de tendance arienne promulguée à Sirmium en 351.

### Évêque nicéen
Élu depuis quelques mois, Libère réunit un synode à Rome au cours duquel, à l'instar de la position de son prédécesseur Jules, il tente de disculper Athanase avant de proposer à l'empereur la tenue d'un concile général à Aquilée afin de résoudre les différends théologiques et disciplinaires opposant épiscopats orientaux et occidentaux. En réponse, Constance, alors à Arles pour la célébration de ses tricennalia, y réunit un synode auquel Libère envoie deux légats afin de défendre son projet de concile mais ces derniers, sous pression, souscrivent à la nouvelle condamnation d'Athanase qui en résulte.
Désavouant ses envoyés, Libère tente de mobiliser alors l'épiscopat italien contre ce « synode palatin » et, soulignant que c'est, au-delà de la situation d'Athanase, le symbole de Nicée qu'avait ratifié son père l'empereur romain Constantin qui est en jeu, demande à Constance la tenue d'un nouveau concile général, s'adressant à l'empereur en tant qu'« évêque du Siège apostolique » (sedes apostolica), une expression promise à un bel avenir.
Constance y consent et convoque un concile à Milan (it), où il réside alors, qui se déroule dans le courant de l'été 355, réunissant une majorité d'évêques occidentaux. Libère y envoie Lucifer de Cagliari accompagné du prêtre Pancratius et du diacre Hilarus mais il n'y est à nouveau question que de la condamnation d'Athanase, ce à quoi les légats romains refusent de souscrire, qui se voient exilés en Orient avec d'autres réfractaires sur ordre de Constance. Celui-ci tente de rallier Libère à ses vues et lui envoie son grand chambellan, l'eunuque Eusèbe, porteur d'une somme d'argent à destination des pauvres de l'Église romaine. Mais Libère, autour duquel le clergé local reste encore soudé, refuse de se laisser ainsi acheter et fait jeter le légat impérial hors de la basilique Saint-Pierre où celui-ci tente de déposer son présent auprès de la tombe de l'apôtre Pierre. L'empereur décide alors de briser la résistance du prélat et ordonne au préfet de Rome Flavius Léontius d'arrêter Libère qui, par peur des réactions populaires, est enlevé de nuit et conduit à Milan à l'automne 355.

### Exil

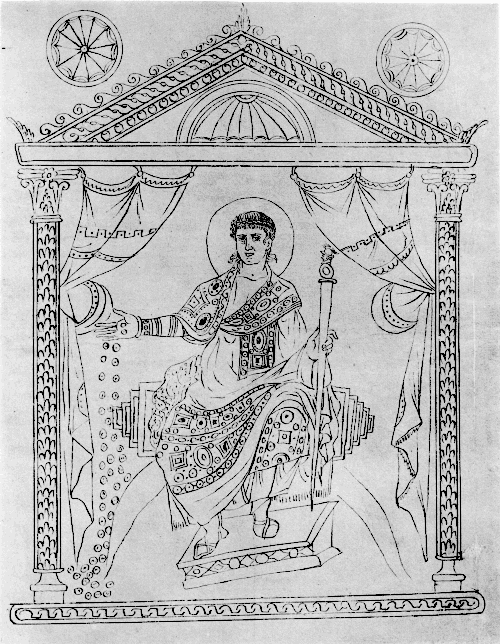
Portrait de Constance II tiré du Chronographe de 354, manuscrit Barberini, XXXI, 39, fol. 13, Bibliothèque vaticane.

À Milan, dans une entrevue houleuse avec Constance, le prélat romain refuse à nouveau de condamner Athanase « sans l'avoir entendu » et exige que les évêques orientaux souscrivent au symbole de Nicée, une intransigeance qui pousse l'empereur à l'exiler en juin 356 en Thrace, à Bérée. Au fil des mois de relégation et sous l'influence de l'évêque arien Démophile, la fermeté et le moral de Libère s'altèrent et il multiplie les abandons : il s'aligne sur les positions doctrinales imposées par l'empereur, adresse plusieurs missives à des évêques arianisant pour expliquer qu'il souhaite rentrer à Rome à tout prix et, finalement, souscrit à la condamnation d'Athanase ainsi qu'au premier symbole de Sirmium — qui rejette la consubstantialité de celui de Nicée — où il est transféré en 358.
En l'absence de Libère, son archidiacre Félix est ordonné à sa place par Eudoxe, un évêque homéen dévoué à l'empereur romain Constance, sans que lui soit demandé d'engagement théologique ; plus, l'empereur rappelle et confirme les privilèges et exemptions du clergé de Rome et une majorité des clercs — dont vraisemblablement Damase — se rallient au nouvel évêque. Cependant, les diacres Ursinus et Amantius ainsi que plusieurs prêtres entretiennent la fidélité à Libère, une situation qui pose Félix en schismatique et le rend rapidement impopulaire. Témoignage que les débats théologiques du temps ne sont pas confinés à l'élite, les fidèles romains proclament devant l'empereur leur attachement à leur évêque et à la doctrine nicéenne ; en outre une délégation de matrones romaines parées de leurs joyaux sollicitent auprès de Constance le retour de l'exilé, ce à quoi l'empereur, désireux d'apaiser la ville, consent à condition que Libère et Félix règnent ensemble.

### Retour à Rome
Libère peut rentrer à Rome plus d'un an après la décision de l'empereur, vraisemblablement vers l'été 358. Mais, si le peuple l'accueille avec ferveur, ses confrères nicéens comme Athanase d'Alexandrie, Jérôme de Stridon et Hilaire de Poitiers considèrent ses renoncement comme de graves fautes qui font écrire à ce dernier qu'« on ne sait si Constance commit un plus grand crime en exilant Libère ou en le renvoyant de nouveau à Rome ». Néanmoins, la résistance de Félix au retour de son prédécesseur est balayée par les fidèles romains ainsi que par le Sénat, marquant la première intervention connue de cette assemblée dans les affaires de l'Église ; si Félix doit se retirer dans les faubourgs, il semble néanmoins que les deux évêques aient trouvés une entente et que Rome ait eu deux évêques entre 358 et novembre 365, date de la mort de Félix.
L'Église de Rome se trouve affaiblie de ces péripéties et se trouve absente du concile de Rimini qui, en 359, réunit pourtant tous les évêques d'Occident, près de 400, dont la direction était passée dans d'autres mains. Si l'arianisme homéen semble alors en passe de s'imposer à travers tout l'Empire romain, la mort de Constance en 361 remet tout en question mais, malgré la politique plus tolérante de l'empereur romain Julien, le discrédit de Libère l'empêche de reprendre toute initiative significative. Néanmoins, Libère retrouve un peu de son prestige et se pose à nouveau en partisan de l'orthodoxie nicéenne, abrogeant par décret les décisions arianisantes de Rimini, demandant cependant aux évêques italiens d'entrer en communion avec les évêques ayant souscrit à ce concile, pourvu qu'il marquent leur attachement au symbole de Nicée. Il apporte encore son soutien au concile antiarien et homéoussien de Lampsaque de 364 qui invalide également la formule de Rimini.
La fin de son sacerdoce est marquée par un apaisement entre les factions et un rapprochement avec les évêques orientaux qu'il accueille en 365 ou 366 à la même condition, condamnant à leur demande le sabellianisme, sans toutefois condamner nommément Marcel d'Ancyre dont Athanase s'est alors désolidarisé. Malgré ce regain de reconnaissance, la situation troublée qui caractérise sa succession à Rome après sa mort — datée du 24 septembre 366 — semble attester de la faiblesse de son ministère.

## Traditions

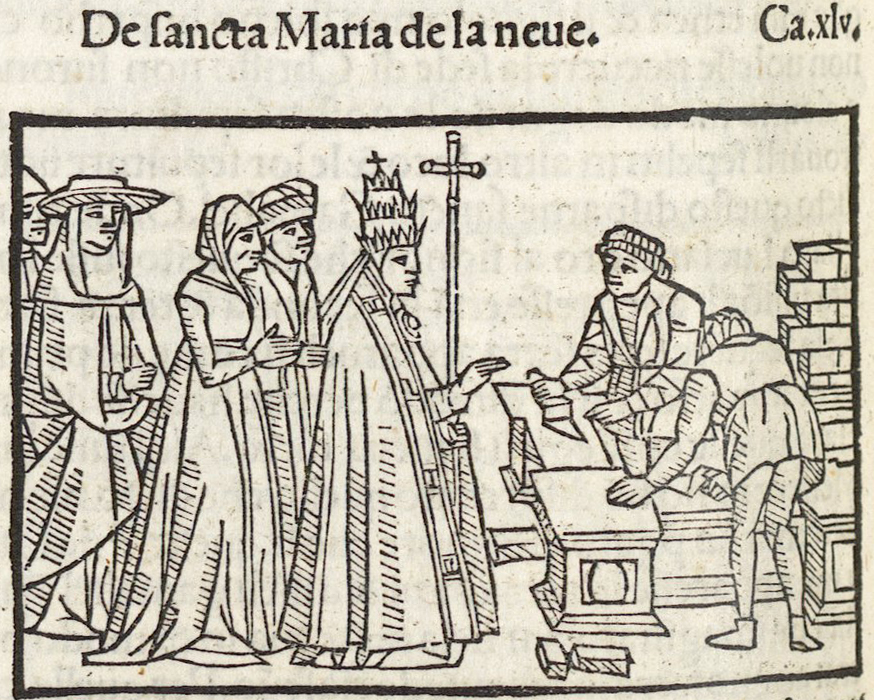
Le pape Libère bénit la construction de la basilique dans La Légende dorée (1497).

Une légende, rapportée par une source du XIIIe siècle, veut que, la nuit du 4 au 5 août 358, la Vierge soit apparue en songe à Libère ainsi qu'à Giovanni, un patricien romain qui souhaitait faire don de ses biens à l'Église et leur demande que soit construite une basilique sur un lieu qui leur serait indiqué par une chute de neige. Le matin, les deux hommes se retrouvent sur l'Esquilin (une des sept collines de Rome) où la neige est tombée en plein mois d'août, sur laquelle l'évêque trace le plan de la basilique que finance son compagnon. Le nom de Libère est ainsi associé à la basilique Sainte-Marie-Majeure, parfois appelés « basilique libérienne », bien qu'il ne soit pas certain qu'il en fût le commanditaire à cet endroit et bien que l'actuelle basilique soit celle voulue par le successeur de Libère, Damase Ier.
Le Liber Pontificalis évoque pour sa part une église dédiée à la Vierge, édifiée par Libère « près du marché de Livia ». Dans le même ouvrage, une légende le présente sous les traits hostiles d'un traître à l'orthodoxie et d'un persécuteur de fidèles, une marque d'infamie que ne connaît pas Félix II qui sera, lui, canonisé à la différence de Libère, premier des évêques romains reconnus par l'Église catholique à ne pas l'être.

## Travaux
- On a conservé de lui quatre Lettres à Eusèbe (de Verceil) de la part du pape Libère (Epistulae IV ad Eusebium a Liberia Papa datae) ; Clavis Patrum Latinorum 111 a.b.c.d. et e.
- C'est notamment sous son pontificat qu'est entamé le Chronographe de 354 qui liste les empereurs, consuls, papes, martyres[25] ...